# Mellicta suessula
Mellicta suessula är en fjärilsart som beskrevs av Hans Fruhstorfer 1917. Mellicta suessula ingår i släktet Mellicta och familjen praktfjärilar. Inga underarter finns listade i Catalogue of Life.